# Mirandela
Mirandela este un oraș în Districtul Bragança, Portugalia.